# Lowko
Simon Heijnen (29 oktober 1992), ook bekend als Lowko, is een Nederlandse professioneel StarCraft II-speler en shoutcaster. Vanaf 3 april 2013 speelde Lowko voor Quantic Gaming, totdat Quantic Gaming uit elkaar viel in oktober 2013. Hierna heeft Lowko voor Mousesports gecast tot 25 april 2014. Hij heeft voor evenementen als de World Electronic Sports Games en de Dutch StarCraft League gecast. Op 26 december 2020 won Lowko het eerste seizoen van Rank Roulette na het uitschakelen van Winter en UpATreeZelda in de finale.

## Schaakcarrière
Lowko's schaakcarrière wordt gesymboliseerd door de "Lowko Gambit". De Lowko Gambit wordt uitgevoerd waarbij de speler een tegenstander een stuk geeft zonder deze te beschermen. Deze manoeuvre op hoog niveau wordt door sommigen als nutteloos beschouwd, maar het kan de tegenstander een vals gevoel van veiligheid geven dat zijn tegenstander het spel niet begrijpt.

## Speedruns
Lowko heeft één speedrun op zijn naam staan.
| Spel                              | Type speedrun | Platform | Tijd                            | Datum         |
| --------------------------------- | ------------- | -------- | ------------------------------- | ------------- |
| StarCraft III: Legs of Constraint | Normal Any%   | PC       | 4 uur, 7 minuten en 14 seconden | 26 april 2018 |

Speedruns